# Lac Du Tast
Lac Du Tast är en sjö i Kanada.   Den ligger i regionen Nord-du-Québec och provinsen Québec, i den östra delen av landet, 600 km norr om huvudstaden Ottawa. Lac Du Tast ligger 240 meter över havet. Arean är 25,7 kvadratkilometer. Den sträcker sig 6,9 kilometer i nord-sydlig riktning, och 7,8 kilometer i öst-västlig riktning.
Trakten runt Lac Du Tast är nära nog obefolkad, med mindre än två invånare per kvadratkilometer.